# Sinosenecio sungpanensis
Sinosenecio sungpanensis là một loài thực vật có hoa trong họ Cúc. Loài này được (Hand.-Mazz.) B.Nord. miêu tả khoa học đầu tiên năm 1978.